# Rohaniella
Rohaniella là một chi bọ cánh cứng trong họ Chrysomelidae.
Chi này được miêu tả khoa học năm 1940 bởi Laboissiere.

## Các loài
Các loài trong chi này gồm:
- Rohaniella collarti Laboissiere, 1940
- Rohaniella megalophthalma (Laboissiere, 1921)